# Cesáreo López
Cesáreo López Rodríguez (Valladolid, España, 4 de julio de 1920-17 de agosto de 1971) fue un futbolista español que jugaba de portero.

## Clubes
| Club                         | País   | Año       |
| ---------------------------- | ------ | --------- |
| Cultural y Deportiva Leonesa | España | 1941-1945 |
| Real Gijón                   | España | 1945-1948 |
| C. D. Málaga                 | España | 1948-1951 |
| Valencia C. F.               | España | 1951-1955 |